# Psychoglypha leechi
Psychoglypha leechi là một loài Trichoptera trong họ Limnephilidae. Chúng phân bố ở miền Tân bắc.